# Josef August Welst
Josef August Welst (* 20. August 1815 in Fraustadt; † 7. Juli 1891) war ein deutscher Reichsgerichtsrat.

## Leben
Welst wurde 1837 auf den preußischen Landesherrn vereidigt. 1839 folgte die Ernennung zum Gerichtsreferendar in Posen, 1843 zum Gerichtsassessor. Erst 1850 wurde er Kreisrichter in Posen. 1857 wurde er Kreisgerichtsrat. Ein Jahr später wurde er zum Appellationsgerichtsrat in Bromberg ernannt. 1872 wurde zum Obertribunalsrat befördert. 1879 kam er an das neugegründete Reichsgericht. Er war als Richter dem IV. Zivilsenat des Reichsgerichts zugewiesen. Er trat 1885 in den Ruhestand.

## Quelle
- Adolf Lobe: „Fünfzig Jahre Reichsgericht am 1. Oktober 1929“, Berlin 1929, S. 351.
- Rainer Paetau, Hartwin Spenkuch, (Bearb.): Acta Borussica: Die Protokolle des Preußischen Staatsministeriums 1817–1934/38, Band 6/II (1867–1878), Berlin-Brandenburgische Akademie der Wissenschaften (Hrsg.), Hildesheim 1999–2003, S. 727.

| Personendaten    | Personendaten               |
| ---------------- | --------------------------- |
| NAME             | Welst, Josef August         |
| KURZBESCHREIBUNG | deutscher Reichsgerichtsrat |
| GEBURTSDATUM     | 20. August 1815             |
| GEBURTSORT       | Fraustadt                   |
| STERBEDATUM      | 7. Juli 1891                |